# Kurfürstenallee (Bremen)

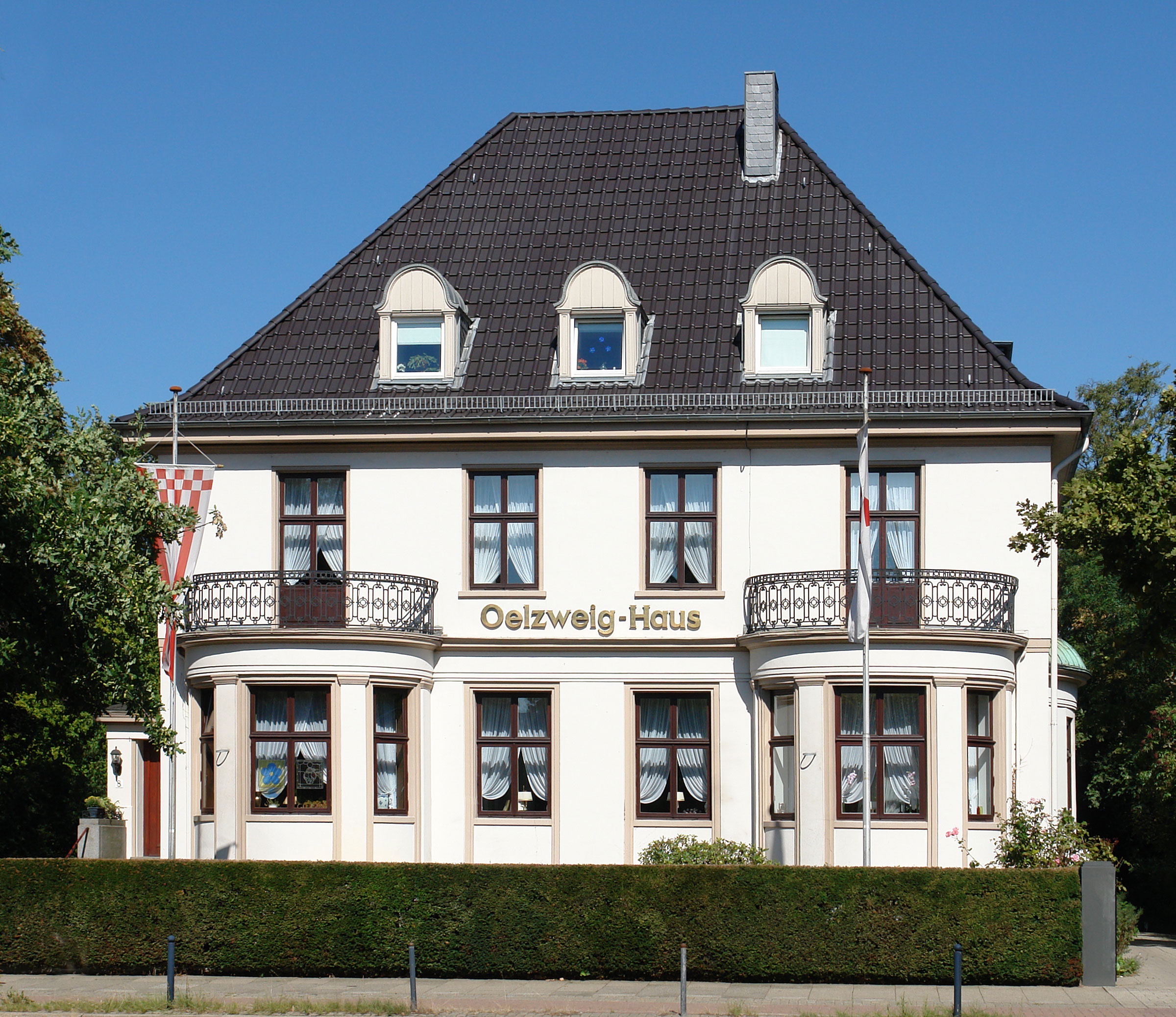
Nr. 8: Oelzweig-Haus

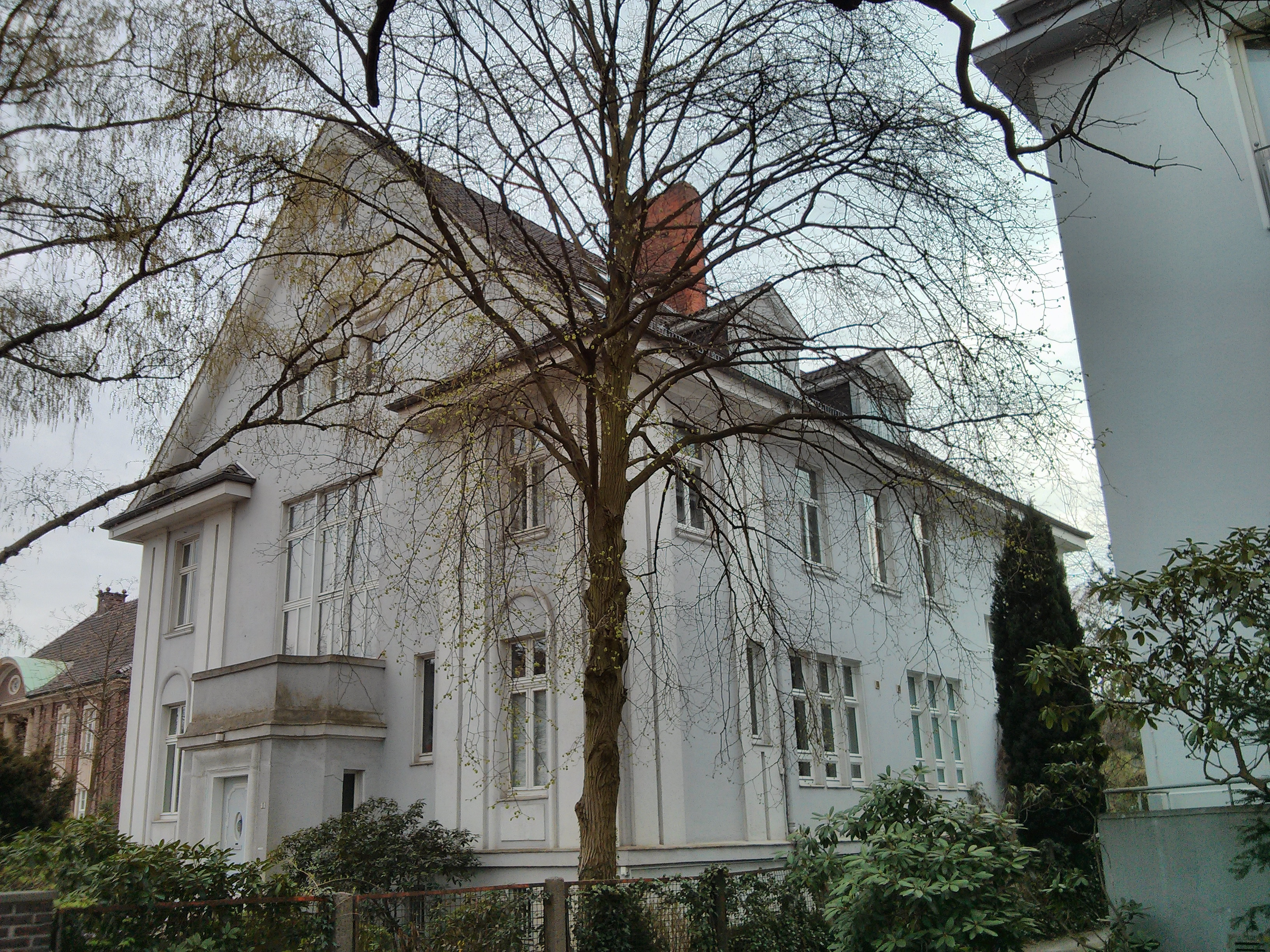
Nr. 11: Villa Halle

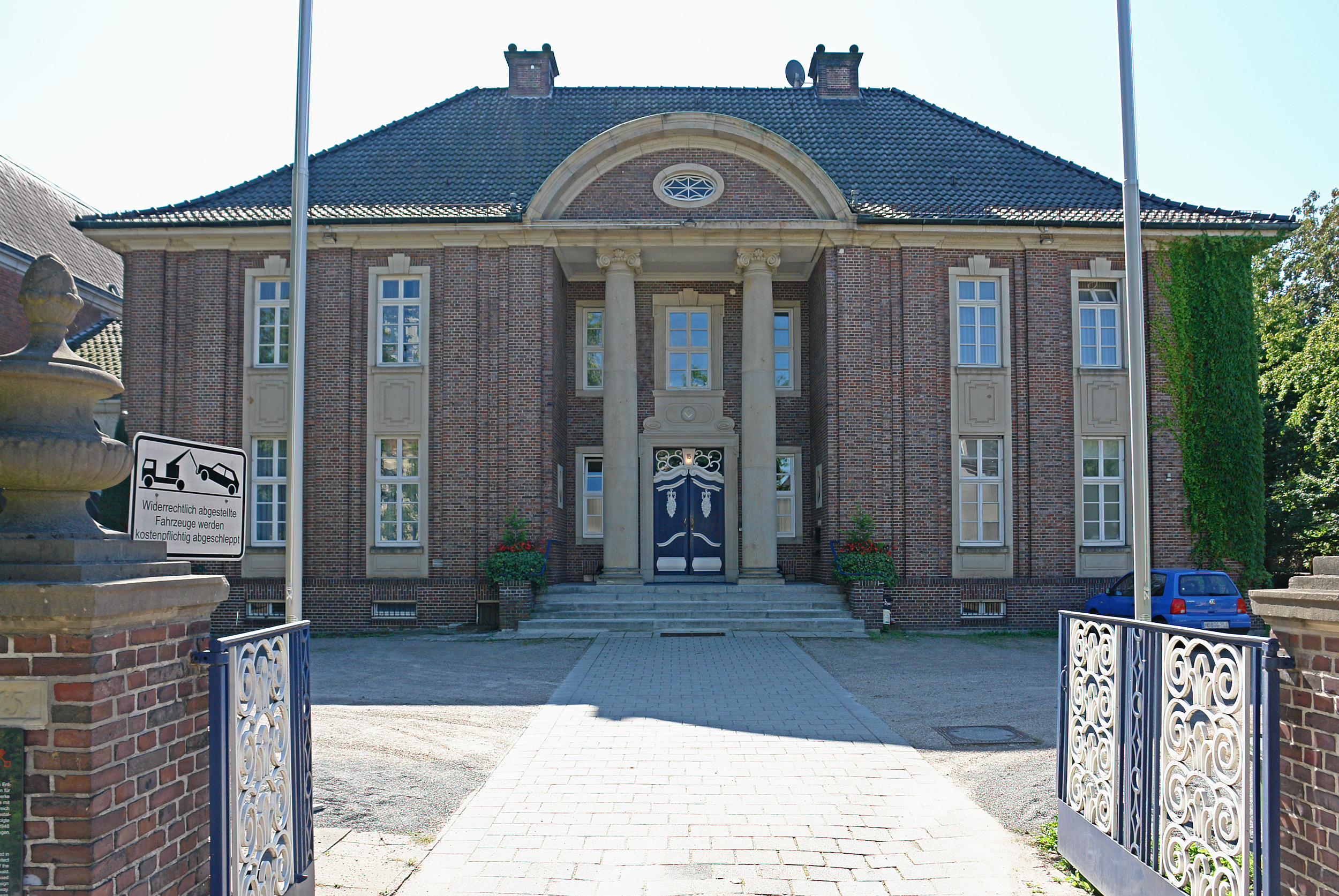
Nr. 15: Bremer Logenhaus

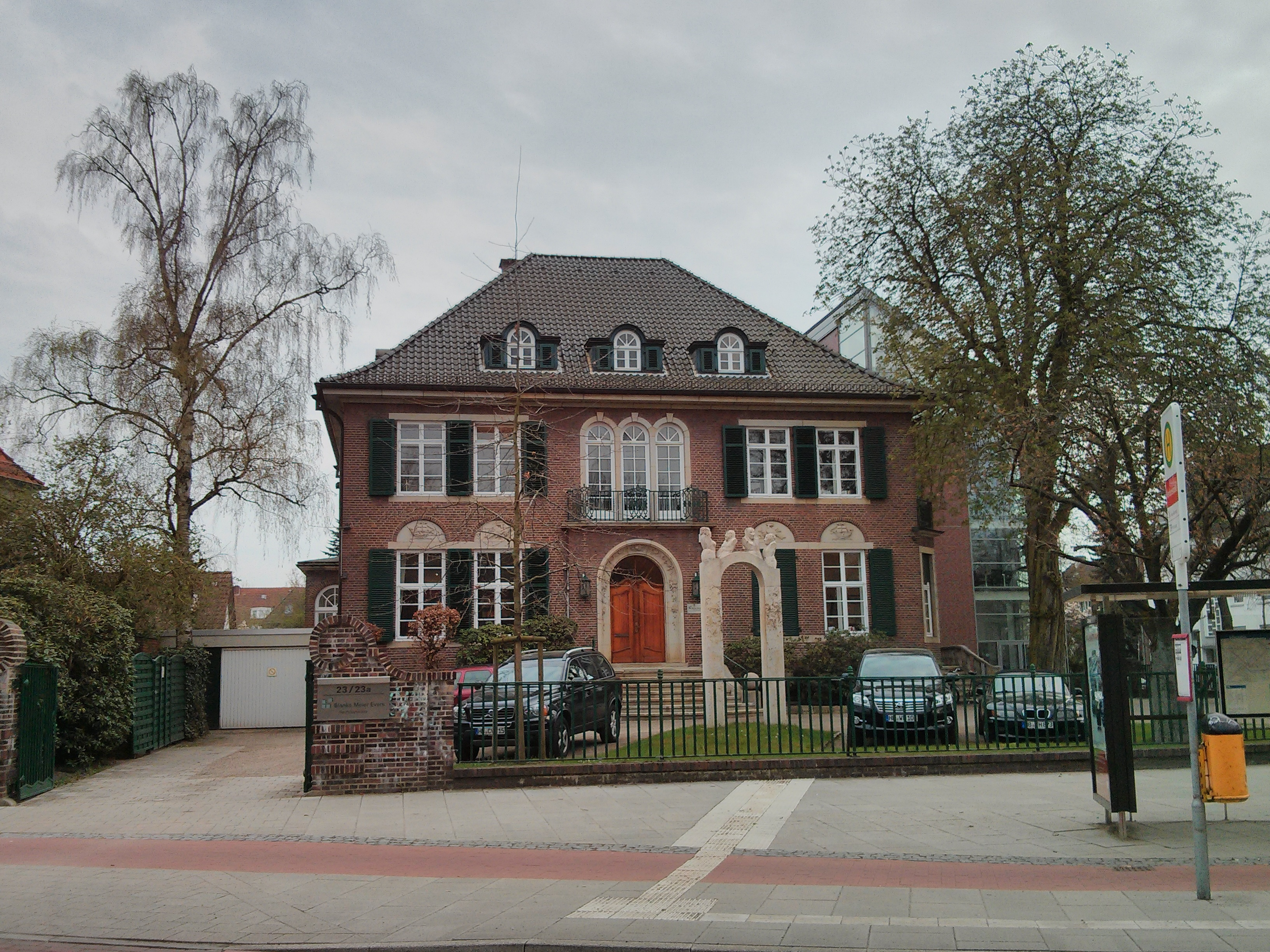
Nr. 23: Haus Ritter

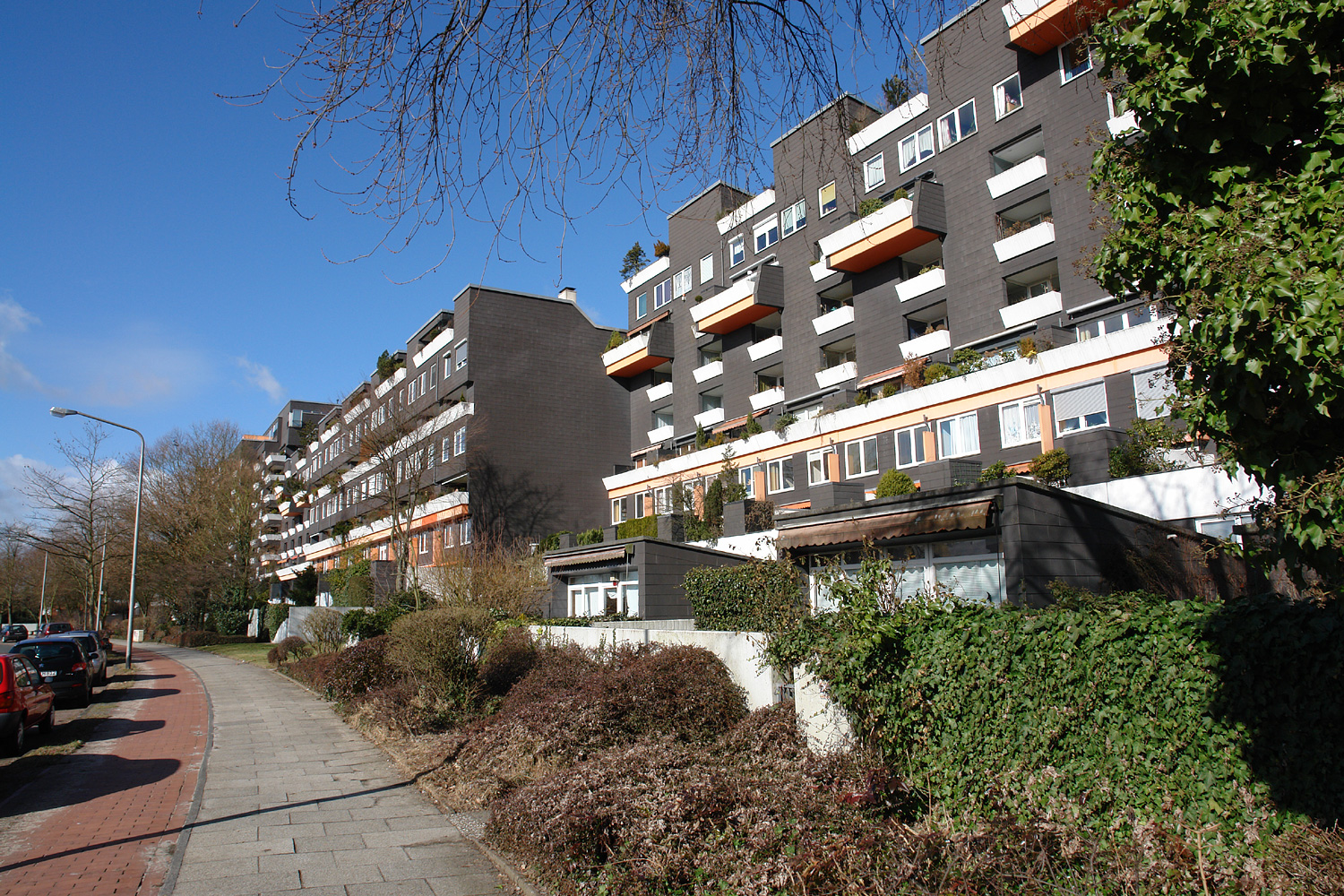
Großer Kurfürst von 1972

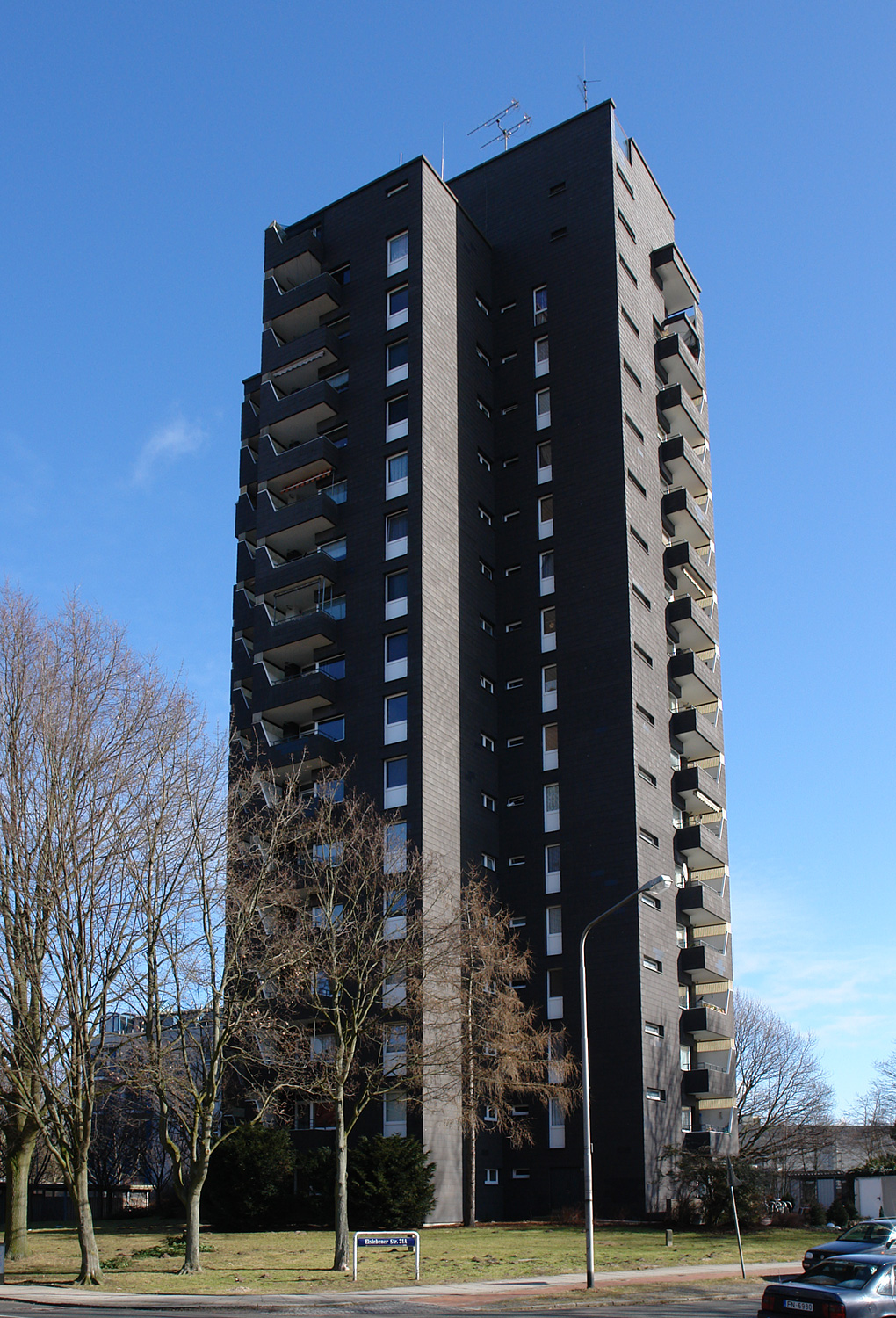
Kurfürst-Tower von 1972

Die Kurfürstenallee ist eine zentrale Durchgangsstraße in Bremen, Stadtteil Schwachhausen, Ortsteile Gete und Radio Bremen (Schwachhausen) sowie Stadtteil Vahr, Ortsteil Gartenstadt Vahr. Sie führt in West-Ost-Richtung von der Schwachhauser Heerstraße bis zur Richard-Boljahn-Allee.
Sie gliedert sich in die Teilbereiche
- Schwachhauser Heerstraße bis Kirchbachstraße in Schwachhausen und
- Kirchbachstraße bis Richard-Boljahn-Allee (Ortsteil Radio Bremen und Vahr).

Die Querstraßen und Anschlussstraßen wurden u. a. benannt als Schwachhauser Heerstraße nach dem Stadtteil, Lothringer Straße nach der französischen Landschaft und dem früheren Herzogtum Lothringen, Argonnenstraße nach dem Höhenrücken, Straßburger Straße, Verdunstraße, Metzer Straße, Nancystraße, Dijonstraße, Belfortstraße und Orléansstraße nach französischen Städten, Kirchbachstraße nach dem General Hugo von Kirchbach, Konrad-Adenauer-Allee nach dem Politiker (Deutsche Zentrumspartei, CDU) und ersten Bundeskanzler Konrad Adenauer (1876–1967), Allensteiner Straße nach der ostpreußischen Stadt, Loignystraße nach dem französischen Ort Loigny-la-Bataille wo 1870 die Schlacht bei Loigny und Poupry stattfand, Barbarossastraße nach Kaiser Friedrich I. (1122–1190) genannt Barbarossa (italienisch für Rotbart), Karl-Abraham-Straße nach dem Neurologen und Psychiater (1877–1925), Brandenburger Straße nach der Stadt, Wildermuthstraße nach dem Bundesminister für Wohnungsbau Eberhard Wildermuth (1890–1952), In der Vahr nach dem Stadtteil, Bürgermeister-Spitta-Allee nach dem Politiker (DDP, BDV und FDP), Bürgermeister und Senator in Bremen Theodor Spitta (1873–1969) und Richard-Boljahn-Allee 1993 nach dem Politiker (SPD), Gewerkschafter (DGB) und Unternehmer (Gewoba); ansonsten siehe beim Link zu den Straßen.

## Geschichte

### Name
Die Kurfürstenallee wurde 1910 benannt nach den ursprünglich (1257) sieben und zuletzt (1803) zehn Kurfürsten des Heiligen Römischen Reiches, die das Recht zur Königswahl hatten.

### Entwicklung
Schwachhausen wurde 1803 als Dorf mit 206 Einwohnern Bremer Landgebiet. Erst gegen Ende des 19. Jahrhunderts fand eine stärkere Besiedlung im heutigen Ortsteil Gete statt (siehe Karte des Dorfes von 1803), als Bremer Kaufleute ihre Landhäuser und Villen errichteten.

Das Funkhaus von Radio Bremen entstand um 1950/52 an der Bürgermeister-Spitta-Allee/Ecke Heinrich-Hertz-Straße, also in der Nachbarschaft der Straße.
Die Vahr (1167 Vare, später Voren; Fuhren = Furche) ist ein sehr junger Stadtteil von Bremen. Die Gartenstadt Vahr wurde ab 1956 städtebaulich von Ernst May (Neue Heimat, Hamburg) für die Gewoba geplant; später kamen bei der Planung die Architekten Max Säume und Günther Hafemann (beide Bremen) als Planer hinzu.

In der Vahr wurden von 1954 bis 1964 rund 14.000 u. a. sozial geförderte Wohnungen in der Großwohnsiedlung für über 33.000 Einwohner gebaut. Bauherr für viele Wohnungen war die Gewoba.

1972 wurde die Wohnhausanlage Großer Kurfürst gebaut.

### Verkehr
Im Jahr 1910 wurde die Kurfürstenallee als breite Prachtstraße von Schwachhausen nach Oberneuland angelegt. Sie führte durch weitgehend unbebautes Gebiet und wurde von Auto- und Motorradfahrern gerne  als Rennstrecke benutzt. Die Kreuzung mit der Kirchbachstraße wurde 1933 als eine der gefährlichsten in Bremen beschrieben, da an dieser unübersichtlichen Kreuzung damals noch die Regel „rechts vor links“ galt.
Der östliche Abschnitt der Autobahn A 27 von 1937 im Bereich des Blocklandes ist einer der ältesten deutschen Autobahnen, die Kurfürstenallee wurde zum Autobahnzubringer.  
Nach dem Zweiten Weltkrieg erfolgte in den 1960er Jahren der Ausbau der Autobahnzufahrt für die Anschlussstelle Vahr, verbunden mit erheblichen städtebaulichen Problemen am Anfang der Kurfürstenallee, an der viele Villen und Wohnhäuser standen. Die Autostraße wurde von mehreren Fußgängerbrücken überquert und sie führte über zwei Straßenzüge (Kirchbachstraße und Bürgermeister-Spitta-Allee/In der Vahr). Die Höchstgeschwindigkeit wurde später von 80 bzw. 70 auf 50 km/h reduziert.
Die Straßenbahn Bremen tangiert heute mit der Linie 1 (Huchting – Mahndorf) (2×) und 4 (Lilienthal – Arsten) die Straße.
Im Nahverkehr in Bremen durchfährt die Straße die Buslinie 24 (Rablinghausen ↔ Neue Vahr-Nord).

## Gebäude und Anlagen
An der Straße stehen überwiegend zwei- bis dreigeschossige Gebäude. darunter viele Villen.
Bremer Baudenkmale
- Nr. 8: 2-gesch. verputztes Oelzweig-Haus von 1911 für den Fassfabrikanten Gustav Louis Mundhenke nach Plänen von Hans Lassen und Heinrich Lassen.[3]
- Nr. 11: 2-gesch. verputzte, fast quadratische Villa Halle von 1912 für den Kaufmann Alf Halle nach Plänen von Ernst Rentsch.[4]
- Nr. 15: 2-gesch., rotsteinsichtige Bremer Logenhaus im Stil des Historismus für den Kaufmann Gustav Adolf Dowald nach Plänen von Regierungsbaumeister Carl Krahn; seit den 1960er Jahren Logenhaus.[5]
- Nr. 23: 2-gesch. verklinkertes Haus Ritter von 1928 für Senator und Staatsrat Hermann Ritter nach Plänen von Fritz Strohecker.[6]

Erwähnenswerte Gebäude und Anlagen
- Nr. 3 Ecke Lothringer Straße: 2-gesch. Wohnhaus von um 1910 nach Plänen von Richard Jansen
- Nr. 16 und 18 sowie 19 und 23: 2-gesch. Villen
- Fußgängerbrücke von der Verdun- zur Metzer Straße
- Nr. 27: 3-gesch. Wohnhaus
- Nr. 33a bis 33d: Zwei neuere 3- und 4-gesch. Wohnhäuser
- Nr. 38 und 40: Zwei 2-gesch. Villen
- Bücke über die Kirchbachstraße mit Zufahrt zur Konrad-Adenauer-Allee
- Fußgängerbrücke von der Loignystraße zum Weg zur Bartensteiner Straße
- Anschließend südlich ein kleines Kleingartengebiet
- Nach Nr. 124: Gelände der Schule an der Freiligrathstrasse, eine Grundschule
- Ecke Karl-Abraham-Straße: 3-gesch. neuere Wohnhausgruppe
- Nr. 115: 2-gesch. Villa aus den 1920er Jahren und Nr. 117: 2-gesch. moderne Wohnhausanlage, beide Gebäude sind im Eigentum der Bremischen Volksbank und sollen zugunsten einer stark verdichteten Wohnbebauung abgerissen werden (Stand: 2018)[7]. Der Abriss beider Häuser erfolgte im 1. Quartal 2024.
- Fußgängerbrücke von der Brandenburger Straße zur Kyffhäuserstraße
- Bereich Eislebener Straße 33 bis 41: 6- bis 8-gesch. große Wohnanlage Großer Kurfürst von 1972 nach Plänen von Friedrich Spengelin, Baudurchführung Bernhard Wessel
- Eislebener Straße Nr. 31: 17-gesch. Wohnhochhaus von 1972 nach Plänen von Friedrich Spengelin
- Nr. 130: 8-gesch. Gewerbe- und Bürohaus, erbaut von 1980 bis 1985 als Dienstgebäude für die Oberpostdirektion Bremen[8], heute verschiedene Nutzungen (u. a. Postbeamtenkrankenkasse, seit 2014 Job-center Ost II)
- Bereich Heinrich-Hertz-Straße: Quartier von Radio Bremen mit dem Sendesaal; 2007 zog der Sender Radio Bremen in das Faulenquartier um
- Brücke über den Straßenzug Bürgermeister-Spitta-Allee/In der Vahr

Gedenktafeln
- Stolpersteine für die Opfer des Nationalsozialismus gemäß der Liste der Stolpersteine in Bremen:
  - Nr. 9 für Johanna Rose Leuwer (1871–1943), ermordet in Theresienstadt; sie stammte aus der Familie Franz Leuwer von der Buch- und Kunsthandlung in der damals Obernstraße.